# منطقه حفاظت‌شده بیجار
منطقه حفاظت‌شده بیجار در شهرستان بیجار، استان کردستان واقع شده است.
منطقه بیجار طی مصوبه شماره ۲۷۶ شورای عالی محیط زیست مورخ ۱۳۸۵/۱/۱۹ با وسعت ۳۱٬۷۶۹ هکتار به عنوان منطقه حفاظت شده به مناطق تحت مدیریت سازمان حفاظت محیط زیست پیوسته است.
منطقه حفاظت‌شده بیجار در ۱۵ کیلومتری شمال غرب شهر بیجار و جنوب شرقی تکاب در استان کردستان، زیستگاه بسیاری از وحوش بوده و از پوشش گیاهی مناسبی برخوردار است.
تقریباً نیمی از منطقه را اراضی با شیب کمتر از ۱۲٪ تشکیل می‌دهند و بقیه منطقه اغلب به صورت تپه ماهوری می‌باشد. ارتفاع حداقل و حداکثر منطقه به ترتیب ۱۵۳۳ و ۲۱۸۷ متر می‌باشد.

## اقلیم
منطقه حفاظت‌شده بیجار دارای آب و هوایی نیمه خشک است. به علت ارتفاع زیاد منطقه نسبت به سایر مناطق استان کردستان، اختلاف درجه حرارت سردترین روز سال با گرم‌ترین روز سال به ۷۹ درجه سانتی گراد می‌رسد. حداقل دما در منطقه مربوط به بهمن ماه با ۳۸ درجه سانتی گراد زیر صفر و حداکثر آن مربوط به ماه‌های تیر و مرداد با ۴۱ درجه سانتی گراد بالای صفر بوده است.
متوسط بارش سالیانه منطقه ۴۳۹ میلی‌متر است. طول مدت ماه‌های خشک منطقه به ۴ ماه می‌رسد و تعداد روزهای یخبندان منطقه ۱۶ روز می‌باشد.
دره‌های مهم منطقه شامل دره کمتاران، قزل اوزن، سید شهاب، حاج زاغه سی، وال و قمچقا می‌باشند.
رودخانه قزل اوزن حد جنوبی منطقه را طی می‌کند و در شمال منطقه رودخانه قمچقا جریان دارد.